# Love Sosa
«Love Sosa» — другий сингл американського репера Chief Keef, виданий 18 жовтня 2012  р. Пісня потрапила до мережі в незавершеному вигляді у 2012, приблизно за сім днів виклали повну версію. На iTunes окремок з'явився лише за кілька тижнів.

## Відеокліп
Прем'єра відеокліпу відбулась 18 жовтня. Режисер: DGainz. Відео зняли у тому ж місці що й кліп на «I Don't Like», у приміщенні будинку, який розташовано у кварталі 100s району Саузсайд, що у Чикаго. На YouTube відео має понад 116  млн переглядів.

## Відгуки
Журнал Complex присвоїв композиції 20-те місце у рейтингу 50 найкращих пісень 2012 року. Репер Дрейк повідомив через свій Твіттер-акаунт, що він прослухав пісню 130 раз за 3 дні. Chief Keef анонсував, що «Love Sosa» потрапить до гри Grand Theft Auto V, проте цього так і не сталося.

## Ремікс
Офіційного реміксу не існує. У грудні 2012 Young Chop заявив, що Дрейк і French Montana можуть з'явитися на іншій версії пісні. 16 січня 2013 артисти з MMG Рік Росс та Stalley видали фрістайл на інструментал треку.

## Чартові позиції

### Тижневі
| Чарт (2012—2013)                        | Найвища позиція |
| --------------------------------------- | --------------- |
| США (Billboard Hot 100)                 | 56              |
| США (Hot R&B/Hip-Hop Songs) (Billboard) | 16              |

### Річні
| Чарт (2013)                           | Позиція |
| ------------------------------------- | ------- |
| США Hot R&B/Hip-Hop Songs (Billboard) | 64      |

## Сертифікації
| Регіон                                                      | Сертифікація  | Продажі   |
| ----------------------------------------------------------- | ------------- | --------- |
| Данія (IFPI Denmark)                                        | Золотий       | 45 000    |
| Велика Британія (BPI)                                       | Срібний       | 200 000   |
| США (RIAA)                                                  | 5× Платиновий | 5 000 000 |
| продажі+прослуховування, що базуються лише на сертифікаціях |               |           |